# 民放BS5局×TOKIO みんなでBSをつくろう
『民放BS5局×TOKIO みんなでBSをつくろう』（みんぽうビーエスごきょくトキオみんなでビーエスをつくろう）は2022年3月13日・15日・17日・18日・19日・20日に放送された在京キー局系のBS衛星放送5社（BS日テレ、BS朝日、BS-TBS、BSテレ東、BSフジ）共同制作の特別番組である。

## 概要
年に一度、民放BS5局が垣根を越えて共同で製作する番組。2022年は民放BS初出演のTOKIOが「なんでもつくろう」をテーマに、株式会社TOKIOと民放BS5局がタッグを組み、民放BSの名物番組とTOKIOがコラボで、一体どんな番組ができるのか?

## 出演者
株式会社TOKIO
- 社長：城島茂
- 専務：松岡昌宏
- 常務：国分太一

秘書
- 黒田みゆ（日本テレビアナウンサー）
- 山本雪乃（テレビ朝日アナウンサー）
- 野村彩也子（TBSアナウンサー）
- 角谷暁子（テレビ東京アナウンサー）
- 竹俣紅（フジテレビアナウンサー）

## オープニング
- 2022年3月13日 14:30 - 15:00

出演者
- 赤坂泰彦…（BS日テレ「歌謡プレミアム」）
- 馬場典子…（同上）
- やましたひでこ…（BS朝日「ウチ、"断捨離"しました!」）
- 吉田類…（BS-TBS「吉田類の酒場放浪記」）
- 飯尾和樹（ずん）…（BSテレ東「飯尾和樹のずん喫茶」）
- 小山薫堂…（BSフジ「小山薫堂 東京会議」）

## BS日テレ
- 2022年3月15日 20:00 - 22:00

城島茂×おぎやはぎの愛車遍歴
出演者
- おぎやはぎ（小木博明・矢作兼）

## BS朝日
- 2022年3月17日 21:00 - 23:00

国分太一×バナナマン日村が歩く! ウォーキングのひむ太郎
出演者
- 日村勇紀（バナナマン）

## BSテレ東
- 2022年3月18日 19:00 - 21:00

国分太一×突撃!隣のスゴイ家
出演者
- アンガールズ（山根良顕・田中卓志）
- 遼河はるひ

スタッフ
- ナレーター：アンガールズ（山根良顕・田中卓志）、遼河はるひ
- 構成：むらこし豪昭
- 撮影：小松裕太、園田清隆、小野寺正晴
- 音声：磯一貴
- 編集：高田信志
- MA：須藤幹成
- 音効：吉田紗和子
- ヘアメイク：ナカヤスミク
- リサーチ：田中奈々緒、山崎健治
- 技術協力：mabu、TSP
- 協力：LEVEL architects、atelier ODK、TEEPEE HEART、藤貴彰＋藤悠子 アーキテクチャー
- 編成：石本順也
- 宣伝：町田晃子
- 番組デスク：利根比呂子
- AD：後藤優蘭、伊藤智晴
- AP：氏家瑠香
- ディレクター：糸柳亮、島袋亮太
- 演出：川瀬貴裕
- プロデューサー：神山祐人、田中清孝
- 制作協力：プロジェクト ドーン

## BS-TBS
- 2022年3月19日 19:00 - 21:00

松岡昌宏×町中華で飲ろうぜ
出演者
- 玉袋筋太郎（浅草キッド）
- 高田秋
- 坂ノ上茜

スタッフ
- ナレーター：富沢美智恵
- 構成：栗田智也、遠藤昇輝
- 撮影：溝口大輔、武田圭介
- VE：湯沢允敏、樫山典敏(寿)
- 技術協力：ゼファー
- タイトル：小飼森衛
- CG：早瀬瑠璃
- 音効：佐藤悠
- 編集：伊藤芳行（ザ・チューブ）
- MA：国吉裕香（ザ・チューブ）
- 宣伝：池田千華
- 撮影協力：浅草新仲見世商店街復興組合
- AD：中島夕希奈
- 演出・プロデューサー：奥田幸紀
- 制作プロデューサー：初瀬川啓太
- 制作協力：ジェイ・エフ・ジー

## BSフジ
- 2022年3月20日 20:30 - 22:30

城島茂×クイズ!脳ベルSHOW
出演者
- 岡田圭右（ますだおかだ）
- 川野良子（フジテレビアナウンサー）
- 泉谷しげる
- 梶原しげる
- 斉木しげる（シティボーイズ）
- 一条聖矢
- 江藤博利
- 北原ミレイ
- 東京ボーイズ（菅八郎・仲六郎）
- 牧原俊幸
- 松崎しげる

スタッフ
- 企画統括：菅野達也
- 企画・編成：谷口大二、福永周晃
- ナレーター：やちたえこ
- 構成：林田晋一、鈴木悟志
- クイズ監修：道蔦岳史
- クイズ作成：小堀裕也、穂坂友宏、水野圭祐、高木洋志、青井曽良、岸本雄生、田村竜馬、鹿島功将
- TP：辻本豊
- TD／SW：永野進
- CAM：畠山直人
- VE：藤崎康広
- AUD：西尾征剛
- LD：佐々木祐輔
- モニター：野崎裕康
- 美術プロデューサー：木村文洋
- アートコーディネーター：西嶋友里、谷元沙紀
- 大道具：小池真穂
- 電飾：福地里花
- メイク：山田かつら
- スタイリスト：大柴佑紀、森下嘉子
- キャラクターデザイン：原田専門家
- CG：前川陽介
- 編集：齋藤紗矢香、古屋卓、桑野隆徳
- MA：高良玄
- 音響効果：北澤寛之
- TK：TBG
- 美術協力：フジアール、テルミック
- 技術協力：fmt、マルチバックス、リノバティオ、IMAGICA、.movs、アトミックモンキー、utrasta
- データ放送：柏村信輔、桧山智史、根本敬充
- 広報：井上立樹、茨木紗希
- セールス調整：山口莉佳
- AD：菅原明日香、横川愛理
- ディレクター：井上陽史、秋山将慶、大須賀良、星啓太、豊後翼
- チーフディレクター：早川和孝
- AP：田中美帆、荻野好美、齊藤克央、大山敏
- キャスティングP：田隝宗昭、大川泰
- 演出・プロデュース：丸林徳昭
- 制作協力：D:COMPLEX、ロジック

## スタッフ
- ナレーション：大塚明夫
- 制作協力：IVSテレビ制作
- 制作著作：BS日テレ、BS朝日、BS-TBS、BSテレ東、BSフジ

※各コラボ番組に関しては、当該番組のページを参照のこと

## 備考
各局の2時間特番の前半30分は、5局同時放送のオープニング番組を各局向けに再編集した物を放送。
　相違点

　　・オープニングは「今5局同時に～」のくだりがカット。

　　・まず当該局以外の4局のパートをダイジェスト放送。

　　・最後に当該局のパート。尺を長めに採った上、5局同時版では未放送のトークも追加された。